# أيفي لي (ممثلة)
أيفي لي (بالصينية: 李錦梅؛ بالإنجليزية: Ivy Lee) هي ممثلة سنغافورية، ولدت في 16 يوليو 1973 في سنغافورة.

## وصلات خارجية
- أيفي لي على موقع IMDb (الإنجليزية)
- أيفي لي على موقع قاعدة بيانات الفيلم (الإنجليزية)